# Jacek Gierek
Jacek Gierek (ur. 31 lipca 1959 w Radomiu) – polski piłkarz, grający na pozycji pomocnika.
Wychowanek Radomiaka Radom, w 1982 przeniósł się do Łodzi, zasilając szeregi Widzewa. W kolejnych latach był także piłkarzem Śląska Wrocław oraz drugiego łódzkiego klubu, ŁKS-u.